# Miconia lugubris
Miconia lugubris är en tvåhjärtbladig växtart som beskrevs av Célestin Alfred Cogniaux. Miconia lugubris ingår i släktet Miconia och familjen Melastomataceae. Inga underarter finns listade i Catalogue of Life.